# .mx
.mx ist die länderspezifische Top-Level-Domain (ccTLD) von Mexiko. Sie wurde am 1. Februar 1989 eingeführt und dem Instituto Tecnológico y de Estudios Superiores de Monterrey zugeteilt.

## Geschichte
Von 1989 bis 1996 war die Nutzung einer .mx-Domain ausschließlich der Regierung Mexikos und Bildungseinrichtungen vorbehalten. Anschließend wurde ein System von Second-Level-Domains implementiert, im Rahmen dessen .edu.mx für Universitäten und ähnliche Organisationen und .gob.mx als Endung für Behörden vorgesehen wurde. Gleichzeitig wurde .mx durch die Einführung von .com.mx oder .net.mx für Unternehmen und Privatpersonen geöffnet.
Aufgrund der anhaltenden Kritik kündigte die Vergabestelle an, Domains wieder direkt unterhalb von .mx zu gestatten. Im Rahmen der Liberalisierung im Herbst 2009 wurde Inhabern einer Third-Level-Domain das Recht eingeräumt, gleichlautende Adresse auf zweiter Ebene bevorzugt zu registrieren (Grandfathering).

## Eigenschaften
Insgesamt darf eine .mx-Domain zwischen drei und 63 Zeichen lang sein und nur alphanumerische Zeichen beinhalten, internationalisierte Domainnamen sind nicht möglich. Jede natürliche oder juristische Person darf eine .mx-Domain registrieren, ein Wohnsitz oder eine Niederlassung im Land sind nicht notwendig.